# Estatua de San Pedro (basílica de San Pedro)
La Estatua de San Pedro Apóstol es una estatua medieval de bronce que se encuentra en la parte derecha de la nave central de la basílica de San Pedro de la Ciudad del Vaticano. Esta escultura es una de las pocas estatuas realizadas en bronce que se conservan de época medieval.

## Localización
La estatua se encuentra en el ángulo de uno de los machones de la cúpula, en la esquina de la nave de la epístola, frente al Altar de la Confesión y el Baldaquino de Bernini, la veneradísima imagen del Apóstol es apenas perceptible comparada con la majestuosidad de la basílica.

## Historia
La estatua fue probablemente hecha por Cambio con motivo del año santo de 1300 (aunque otros sostienen que es del siglo IV o V). Presenta algunos elementos arcaizantes, como los ropajes. El Apóstol posee gruesos rizos en forma de caracol tanto en el pelo como en la barba, vistiendo túnica, pesada capa y sandalias romanas. Con su mano izquierda sostiene las llaves mientras que la derecha el alza en gesto de bendición.
Sin embargo, existe una teoría que relata que la estatua de San Pedro fue en realidad una estatua del dios Júpiter Capitolino que se adoraba en el Templo de Júpiter Óptimo Máximo (Templo de Júpiter Capitolino), y que fue alterada para darle el aspecto del Apóstol San Pedro. Por otro lado, se sostiene también la posibilidad de que el papa San León Magno mandara hacer una estatua de San Pedro con el bronce fundido de la citada estatua de Júpiter, como agradecimiento al Apóstol por haberse salvado la ciudad de Roma de la ferocidad de Atila, rey de los hunos. A pesar de esto, estas teorías aún no ha sido probadas feacientemente y mayoritariamente se acepta que la estatua fue creada por el escultor florentino Arnolfo di Cambio.
El 12 de marzo de 2003, una de las dos manos de la estatua (más concretamente la que sostiene las llaves) desapareció misteriosamente. Se sospechó de un robo intencionado o bien que la estatua pudo ser dañada por un turista de forma involuntaria, sin embargo poco después la obra fue totalmente restaurada.
Los peregrinos besan su pie derecho como señal de adhesión y fidelidad al papa. Muestra de ello es lo desgastado que se encuentra el pie tras siglos de llevarse a cabo esta práctica, los dedos del pie izquierdo no besado están bien definidos. La estatua es popularmente conocida como "El Pescador", en alusión por un lado al oficio de Pedro antes de ser llamado por Jesús a la predicación, y por otro lado, por ser considerados los papas desde Pedro hasta la actualidad como "pescadores de almas". En 1857 el papa Pío IX concedió una indulgencia de cincuenta días al que besara el dedo gordo del pie del Apóstol.

## Día de San Pedro
Cada 29 de junio (fiesta de San Pedro y San Pablo, patronos de Roma) se celebra una gran liturgia eucarística presidida por el Santo Padre, para esta ocasión a la estatua se la viste con ricos ornamentos, como un papa, con la triple tiara, el anillo del pescador y un manto púrpura o rojo. La estatua es también vestida con los hábitos papales durante la fiesta de la Cátedra de San Pedro, el 22 de febrero.

## Galería fotográfica

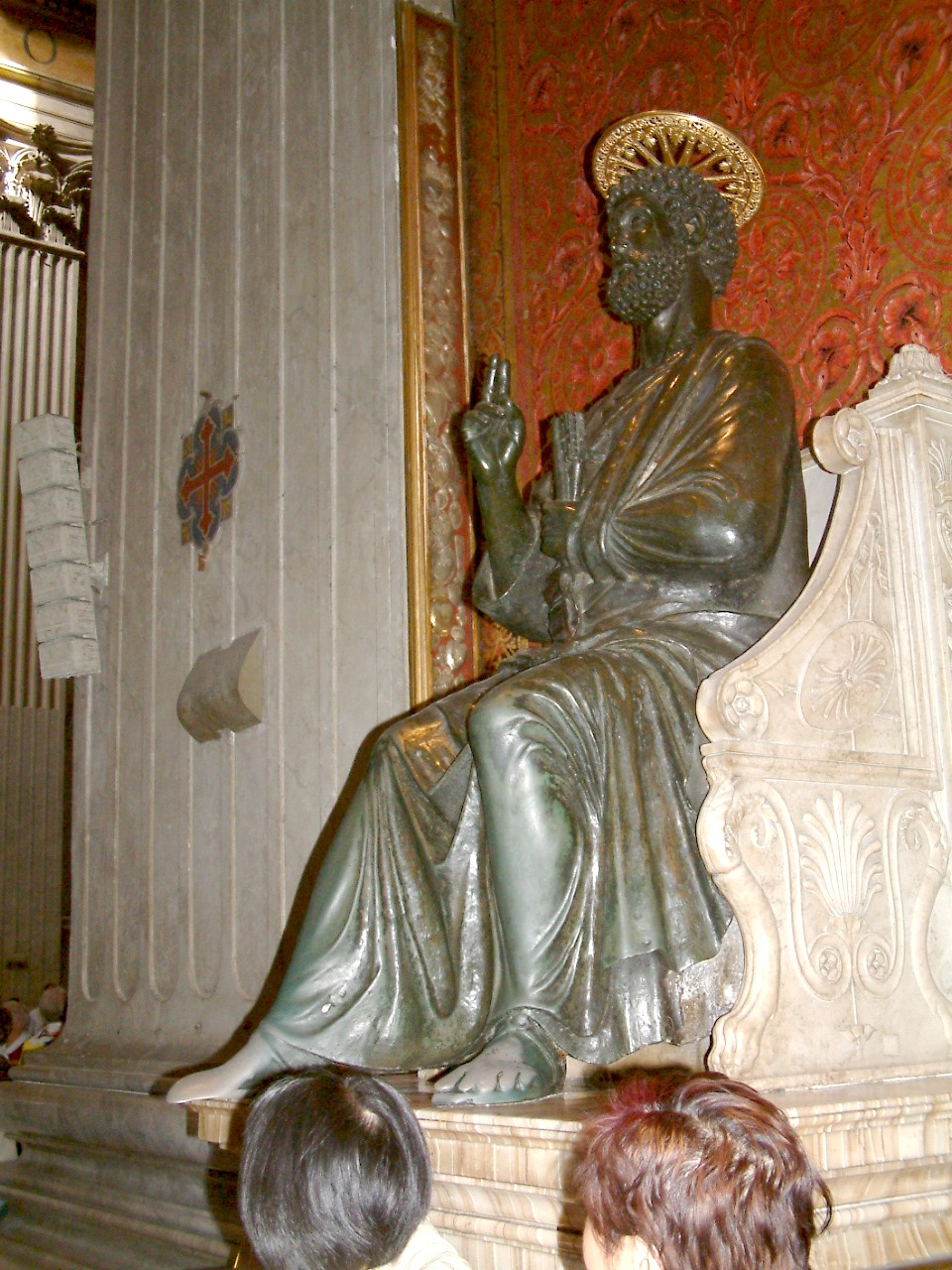
Estatua de San Pedro en el interior de la basílica
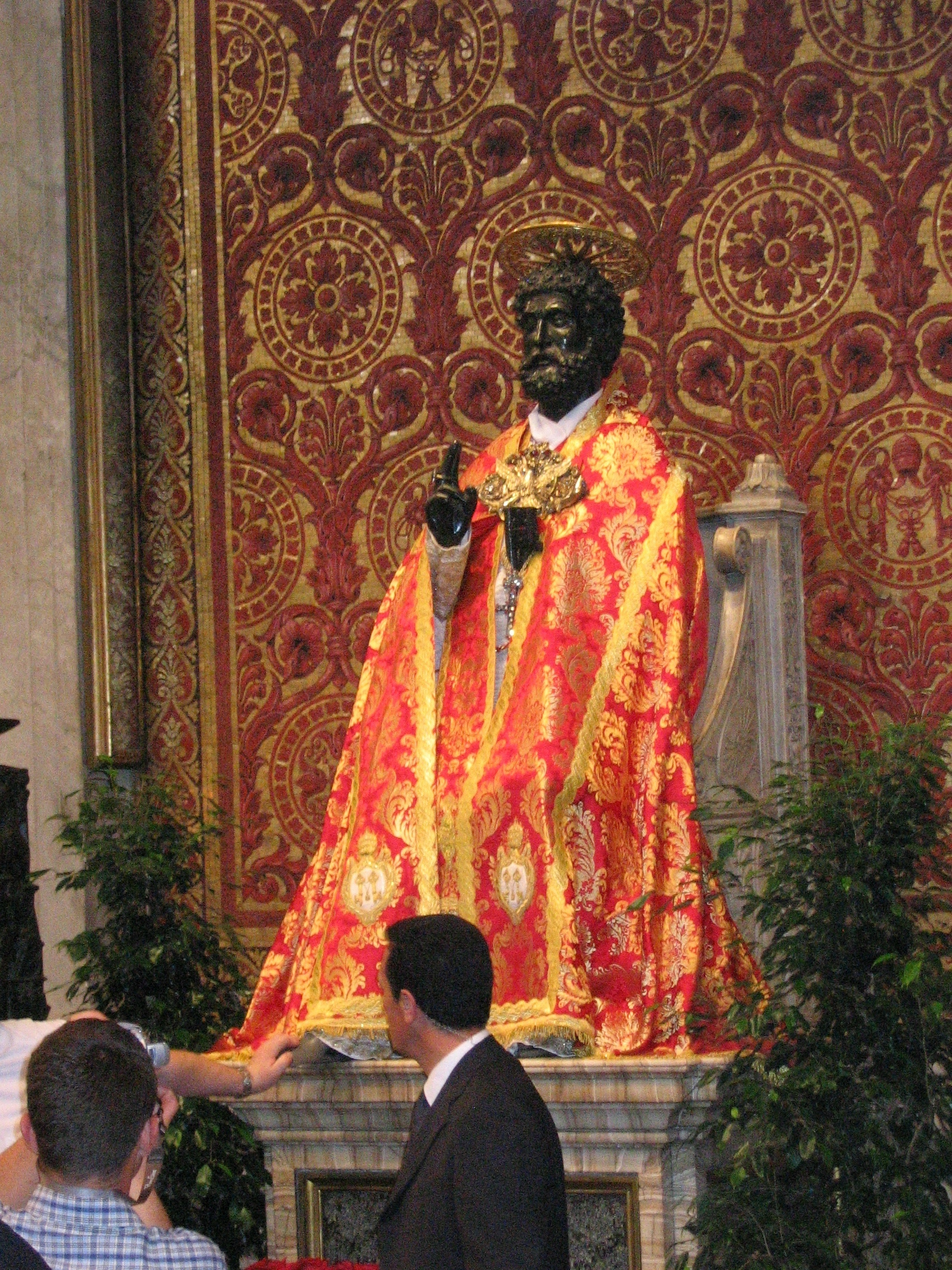
La estatua revestida con ricos ornamentos
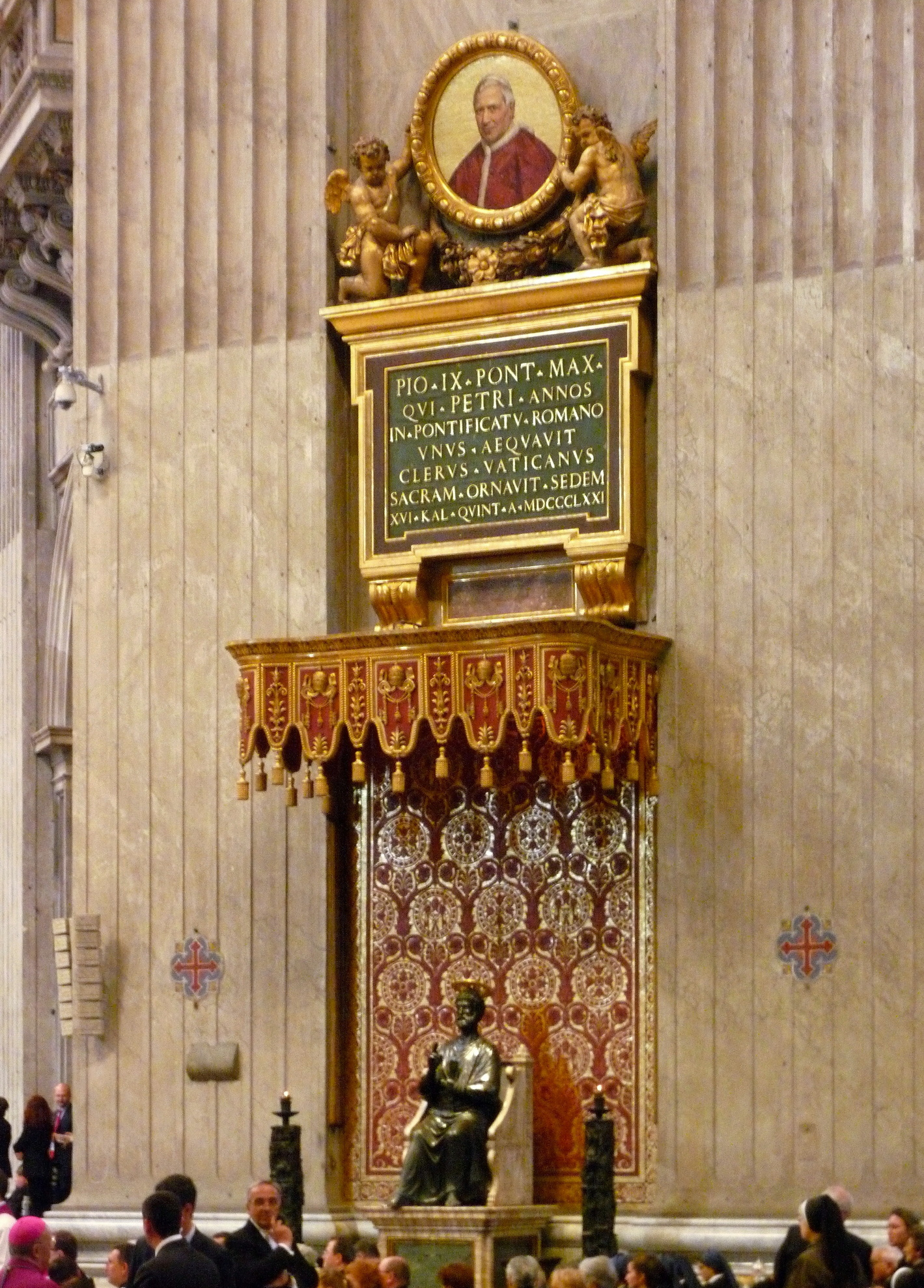
Dosel donde se encuentra la estatua